# Florence Dixon
Florence Dixon fue una modelo y actriz estadounidense de cine mudo. También fue "the Coca-Cola Girl" en anuncios impresos y en pantallas en la década de 1920. 

## Primeros años
Dixon fue criada en Altoona, Pensilvania.

## Carrera
Dixon ejerció de modelo para artistas y fotógrafos, entre ellos James Montgomery Flagg, y modeló las nuevas modas en los periódicos. Se la conocía como la "Coca-Cola Girl" después de que su imagen se utilizara en una campaña publicitaria nacional para el refresco. En 1920, ayudó a promocionar una colección de muñecas hechas por viudas francesas como recaudación de fondos para la ayuda de posguerra.
Los créditos cinematográficos de Dixon incluyen Independence, B'Gosh (1918), The Lonesome Girl (1918), One Every Minute (1919), Never Say Quit (1919), Tough Luck Jones (1919), Captain Swift (1920), The Silent Barrier (1920), The Road of Ambition (1920), Hidden Charms (1921), Jimmy's Last Night Out (1921), The Supreme Passion (1921), The Stowaway (1921), Props (1921), Wild Women (1921), Anna Ascends (1922), Women Men Marry (1922), Back Home and Broke (1922), Wife in Name Only (1923), y It Is the Law (1924).